# Spider-Man 3 (videogioco)
Spider-Man 3 è un videogioco sviluppato da Treyarch, Beenox e Vicarious Visions, a seconda delle versioni, basato sul supereroe dei fumetti della Marvel Comics, l'Uomo Ragno. Si tratta dell'adattamento videoludico del film Spider-Man 3. Il videogioco è stato pubblicato il 4 maggio 2007 per le piattaforme Microsoft Windows, PlayStation 3, Wii, Xbox 360, PlayStation 2, Nintendo DS e Game Boy Advance, e nell'ottobre dello stesso anno per PlayStation Portable.
Sono uscite simultaneamente due versioni del videogioco, quella normale e una chiamata Spider-Man 3: Collector's Edition, disponibile esclusivamente per PlayStation 3, che include diversi contenuti speciali.

## Trama

### Windows, PlayStation 3 e Xbox 360
La storia inizia con una nuova banda, i Dinamitardi, più simile a un'organizzazione avanzata che a un manipolo di criminali, che una sera fa esplodere il Carlyle Building; poco dopo Spider-Man interviene per salvare le persone intrappolate e occuparsi dei cattivi, risolvendo l'emergenza.
È passato circa un anno dagli eventi del capitolo precedente, e Spider-Man sembra aver trovato finalmente l'equilibrio tra la sua vita civile e quella da supereroe, grazie anche all'amore di Mary Jane. Gli inconvenienti però non mancano, come l'arrivo del fotografo rivale Eddie Brock al Daily Bugle, l'odio nei suoi confronti da parte del suo amico Harry Osborn, convinto che abbia ucciso suo padre, e l'arrivo in città di nuove bande. Così mentre Peter riceve diversi incarichi al Daily Bugle dal suo capo J. Jonah Jameson, come dover fotografare alcune misteriose lucertole giganti avvistate in città, nei panni di Spider-Man deve affrontare le tre nuove bande che terrorizzano la città: gli Apocalypse, le Dolcezze all'Arsenico e le Code di Drago. Scontrandosi con gli Apocalypse sventa i loro attacchi alla metropolitana, alla centrale elettrica e sconfigge il loro leader, per poi sventare anche i piani delle Dolcezze all'Arsenico, sconfiggendole durante un attacco a un teatro e più tardi alla loro fabbrica e nascondiglio - un magazzino pieno di fuochi d'artificio dove dovrà liberare degli ostaggi - e battendosi anche con le Code di Drago, che hanno cercato di dirottare un furgone pieno di antiche statue cinesi. Spider-Man deve anche occuparsi del ritorno dei Dinamitardi, che minacciano di far saltare in aria la metropolitana, ma è in grado di sventare il loro piano appena in tempo.
Una sera, dopo una lunga giornata di lotta contro il crimine, Peter accompagna Mary Jane a Central Park per parlare e stare un po' insieme. Mentre conversano a proposito di Harry, una sostanza aliena all'interno di una meteora si schianta lì vicino e, dopo esserne fuoriuscita, si attacca alla scarpa di Peter prima che riaccompagni Mary Jane a casa. Intanto Harry, nel nascondiglio di suo padre, si sottopone al siero del supersoldato, diventando il Nuovo Goblin. Nel frattempo, il dottor Curt Connors, professore di scienze all'università di Peter, si inietta un siero con DNA di lucertola nella speranza di far ricrescere il braccio destro mancante, ma invece si trasforma in una lucertola gigante, conosciuta da quel momento in poi come Lizard. Mentre studia il laboratorio di Connors, Peter trova una registrazione in video del dottore e scopre cosa è successo, ma viene attaccato di colpo da Lizard, che scappa nelle fogne. Dandogli la caccia, Spider-Man viaggia attraverso le fogne della città, e lungo la strada incontra numerose persone che Connors ha trasformato in altre lucertole col siero. Dopo aver combattuto le lucertole ed essere fuggito da una trivella gigante, Spider-Man alla fine affronta Lizard nella sua tana e scopre il suo piano per liberare le lucertole in città e prendere il controllo sulla popolazione. Sebbene Spider-Man sventa il suo piano e lo sconfigge, lui e le altre lucertole riescono a fuggire nelle fogne e nascondersi, e l'eroe rinuncia temporaneamente a cercarlo.
Ritornato all'università Peter, in abiti civili, viene improvvisamente attaccato da Harry, che vuole ucciderlo per vendicare la morte di suo padre. Dopo una battaglia in tutta la città, alla fine Peter sconfigge Harry e lo tramortisce involontariamente, prima di portarlo in ospedale per riprendersi. Nel frattempo, un detenuto fuggito di nome Flint Marko cerca di scappare dalla polizia e cade in una zona piena di sabbia, dove degli scienziati stanno facendo esperimenti sulle particelle che fondono Marko con la sabbia stessa, trasformandolo nell'Uomo Sabbia. Si scopre anche da alcune indagini della polizia che Marko è in realtà il vero assassino dello zio Ben, cosa che lascia Peter sconvolto. Il giorno seguente, Spider-Man sventa di nuovo i piani dei Dinamitardi, che hanno piazzato bombe in tutto il distretto finanziario e hanno attaccato anche una centrale nucleare, e scopre che il loro leader è Luke Carlyle, uno degli uomini d'affari più ricchi di New York. Dopo questi fallimenti, i Dinamitardi effettuano un attacco finale al Daily Bugle, rapendo J. Jonah Jameson, ma Spidey è in grado di disarmare le bombe piazzate nel giornale e quindi insegue il loro elicottero per salvare Jameson. Dopo averlo portato in salvo, Spider-Man combatte e riesce a distruggere il velivolo, ma Carlyle e i suoi uomini fuggono.
Allo stesso tempo, Spider-Man inizia a lavorare con la detective Jean DeWolff, che gli chiede aiuto contro alcuni corrieri di armi e poliziotti corrotti in cambio di informazioni sul caso del dinamitardo pazzo, su cui anche lei sta indagando. Spidey scatta foto di alcuni affari sporchi per DeWolff e la salva persino da alcuni poliziotti corrotti che tentano di ucciderla chiudendola in un'auto per gettarla in mare. Alla fine diventano amici, anche se DeWolff lo nega. Nel frattempo Mac Gargan, alias lo Scorpione, l'ex soggetto di un esperimento militare fallito che lo ha lasciato con una coda di scorpione meccanica non rimovibile (e che Spider-Man aveva precedentemente incontrato in una stazione della metropolitana anni fa durante il primo capitolo, prima che fuggisse), viene coinvolto in un esperimento dal Dr. Stillwell, uno scienziato a capo della società scientifica MechaBioCon (MBC). Questi mente a Gargan, dicendogli che lo avrebbe aiutato a rimuovere la coda, e invece sfrutta solo le sue abilità per i suoi scopi. Stillwell fornisce anche a Scorpione un'armatura che potenzia le sue abilità e, per assicurarsi che soddisfi le sue esigenze, crea anche un dispositivo di controllo mentale, che viene installato nel casco e può essere attivato a distanza in qualsiasi momento. Dopo che Stillwell ha spedito Scorpione sotto controllo mentale a liberare Rhino (altro supercriminale che Spider-Man aveva già combattuto un anno prima) da un furgone della polizia, Spider-Man assiste alla fuga di quest'ultimo e vede Gargan ferito che viene prelevato da un furgone MBC, venendo così a conoscenza dell'esistenza della società. Spider-Man in seguito decide di indagare sulla MBC e di saperne di più sul suo coinvolgimento con Scorpione, quindi si infiltra nella loro sede off-shore. Una volta lì, Spider-Man si fa strada attraverso tutti i robot di sicurezza e le guardie, e alla fine si imbatte in uno scienziato, il Dr. Andrews; costui ha davvero preso a cuore Gargan e rivela a Spider-Man che lo stanno trattenendo altrove, presso la sede centrale della MBC a Manhattan. Dopo essere scappato a fatica dal posto, Spider-Man ritorna in città e si infiltra nella sede centrale per trovare e salvare Gargan. Dopo essersi nuovamente fatto strada tra le guardie e i sistemi di sicurezza, Spider-Man trova finalmente Scorpione, ma Stillwell attiva il dispositivo di controllo mentale e lo scatena per ucciderlo. Il tessiragnatele ha un breve combattimento con Gargan prima che riesca a scappare in città, ma Spider-Man lo insegue fino a un ponte, dove distrugge i satelliti che alimentano il dispositivo, liberando Scorpione dal controllo mentale. Gargan ringrazia Spider-Man per il suo aiuto e inizia a pianificare la sua vendetta sulla MBC, mentre l'eroe torna a casa.
Quella notte, dopo che Peter si è addormentato sfinito col costume addosso, il simbionte che si era portato fin dentro l'appartamento si avvicina a lui e lo avvolge completamente; risvegliandosi all'aperto nel cuore della città, il giovane si ritrova con un nuovissimo costume nero. Questa nuova tuta simbiotica aumenta considerevolmente la sua forza e agilità, ma si scoprirà in seguito che rende Spider-Man più aggressivo e meno propenso a comportarsi da eroe. Mentre è colpito dalla natura del simbionte, Peter individua l'Uomo Sabbia che ha appena rapinato una banca, e lo insegue nella metropolitana, combattendo contro di lui fin nelle fogne. Spider-Man riesce a sconfiggere Marko, ma il simbionte condiziona Peter e lo spinge a spazzarlo via violentemente con l'acqua di un condotto, apparentemente uccidendolo. Il giorno seguente, al Bugle, a Peter e ad Eddie viene assegnato lo stesso incarico: immortalare Spider-Man che ruba qualcosa per screditarlo, e chi lo fa per primo ottiene una promozione. Brock tenta di imbrogliare pagando qualcuno che si travesta da Spider-Man e simuli un reato, riuscendogli in maniera oltremodo maldestra, ma appare il vero Spider-Man, che influenzato dal costume nero rompe la telecamera di Brock e lo aggredisce. Brock allora gli dice di avere installato più macchine fotografiche che hanno immortalato il suo gesto, ma Spider-Man le trova tutte, le distrugge e si dilegua, mentre il fotografo giura vendetta.
Spider-Man ritorna poi nelle fogne per continuare a cercare Lizard, e si imbatte in Kraven il Cacciatore e la sua compagna Calypso, che stanno dando la caccia a Lizard considerandolo un trofeo esemplare, e per questo hanno già ucciso numerose altre lucertole che si trovavano sulla loro strada. Proprio mentre Kraven ha catturato Lizard e si prepara ad ucciderlo, Spider-Man interviene e combatte contro di lui, che usa varie pozioni magiche fornitegli da Calypso mentre Lizard scappa; quest'ultimo viene però rapidamente messo alle strette dalla donna, che usa una delle sue pozioni per trasformarlo in una mostruosa lucertola colossale nel tentativo di renderlo un avversario più degno. Dopo aver sconfitto Kraven, che riesce a fuggire, Spider-Man continua a inseguire Lizard e alla fine viene costretto ad affrontarlo in una pericolosa battaglia. Spider-Man sconfigge il Lizard gigante, che ritorna ad essere il Dr. Connors, e lo porta in ospedale; tuttavia, dopo il violento scontro, Spider-Man rimane preoccupato dall'eccesso di violenza che il costume nero gli ha fatto scatenare.
Qualche tempo dopo, Spider-Man sventa ancora una volta i piani delle Dolcezze all'Arsenico, che hanno cercato di rubare alcuni gioielli da un museo e in seguito hanno costretto un uomo innocente a sposare la loro leader. Tornando al Daily Bugle, Peter riceve un nuovo incarico: scattare foto del discorso della polizia in tribunale sulla guerra alle gang recentemente vinta e sull'arresto dei leader delle tre bande. Peter si reca in tribunale e scatta le foto, ma poi nota Wilson Fisk, alias Kingpin, il boss del crimine di New York, che aveva segretamente assunto tutte e tre le bande. Kingpin interrompe il discorso e libera i tre leader della banda, prima di andarsene con loro nel caos che ne deriva. Dopo aver sconfitto gli scagnozzi di Kingpin in tribunale, Peter torna al Bugle e dà le foto che ha fatto a Robbie, che poi gli dice dove trovare Fisk. La sera stessa, Spider-Man affronta Kingpin nel suo rifugio, dove sconfigge di nuovo tutti i suoi sicari, così come i tre leader delle bande che erano presenti, prima di combattere contro Kingpin stesso. Spider-Man riesce a sconfiggerlo, ma il simbionte lo condiziona ancora una volta e così lancia violentemente Kingpin fuori da una finestra, apparentemente uccidendo anche lui; questo fa capire definitivamente a Spider-Man che il costume nero ha un'influenza negativa sul suo comportamento, anche se lui non se ne è ancora sbarazzato.
Più tardi quella sera, dopo un appuntamento finito male con Mary Jane, in cui il simbionte fa diventare Peter antipatico e possessivo, Mary Jane decide di troncare la loro relazione. Rendendosi conto che il simbionte lo ha cambiato sempre di più, Spider-Man si reca nel campanile di una chiesa vicina per riflettere, per poi tentare di togliersi di dosso il costume. Grazie alle vibrazioni prodotte dalla campana che si mette a suonare, Peter scopre il punto debole del simbionte e lo rimuove con successo ma, a sua insaputa, Eddie Brock era nella chiesa e lo ha spiato guardandolo smascherarsi. Mentre Spider-Man ritorna a casa, il simbionte scende lungo il campanile e si attacca con forza a Brock, trasformandolo in Venom. Tornato alla normalità, Spider-Man visita un Connors ancora in fase di guarigione in ospedale che gli chiede di aiutarlo a correggere i suoi errori, riportando tutte le persone tramutate in lucertola ancora in circolazione alla normalità. Spider-Man ritorna nel laboratorio nascosto nelle fogne per recuperare alcuni ingredienti, che Connors utilizza per creare un antidoto. Spidey porta quindi la sostanza nelle fogne e lo posiziona in alcuni contenitori (messi lì in precedenza da Connors quando era ancora Lizard), che rilasciano l'antidoto nell'aria, riportando tutti i cittadini trasformati alla normalità. Infine Spider-Man visita di nuovo Connors e lo rassicura sul fatti che lui è sempre un uomo buono, prima di andarsene.
Spider-Man in seguito visita anche Mac Gargan e lo aiuta a infiltrarsi nel quartier generale della MBC attraverso un tunnel, per ottenere la sua vendetta su Stillwell. Tuttavia, dopo aver superato il sistema di sicurezza e le guardie, i due scoprono che Stillwell ha assunto Rhino come sua guardia del corpo personale e ha rapito il dottor Andrews per attirare Scorpione. Stillwell quindi invia Rhino per uccidere sia Gargan che Spider-Man, ma i due lavorano insieme e riescono a sconfiggerlo, prima di affrontare Stillwell, che sta ancora tenendo in ostaggio Andrews. Gargan si prepara a uccidere Stillwell per tutto il dolore che gli ha causato, ma Andrews interviene e lo aiuta a capire che questo non risolverà nulla. Rendendosi comunque conto che non sarà mai più l'uomo di una volta, Gargan scompare, mentre Spider-Man lascia Stillwell alla polizia.
Tempo dopo, una sera, Eddie Brock rintraccia a Central Park Flint Marko, che era ancora vivo, e gli propone di uccidere Spider-Man insieme. Marko però non vuole uccidere l'eroe, ma solo fare sì che non lo intralci. Brock però non accetta il suo rifiuto e lo ricatta: o lo aiuterà a uccidere Spider-Man o sua figlia Penny, che Brock ha rapito, morirà. Non avendo altra scelta, Marko accetta e i due rapiscono Mary Jane richiudendola in un taxi sospeso per attirare Spider-Man in un cantiere. Mentre Spider-Man lotta contro i due supercriminali, Harry, dopo essersi ripreso dalle ferite in ospedale, capisce finalmente la situazione e decide di aiutare il suo vecchio amico e, dopo essersi cambiato nei panni del Nuovo Goblin, arriva anche lui al cantiere. Mary Jane alla fine cade dal taxi sospeso fra le ragnatele di Venom, ma Harry la porta in salvo subito prima di ingaggiare un combattimento con l'Uomo Sabbia, trasformatosi in un gigante con la sabbia assorbita dal cantiere, mentre Spider-Man continua la sua battaglia con Venom. Harry sconfigge Marko e poi cerca di aiutare Spider-Man, ma Venom lo uccide. Spider-Man si scontra così con Venom nella battaglia finale e riesce a indebolirlo con le vibrazioni sonore dei tubi presenti nel cantiere, ma Venom si riprende ed entrambi si lanciano giù dall'edificio lottando. Spider-Man lo allontana con un colpo e si attacca al muro mentre Venom, precipitando, rimane impalato su alcuni pali d'acciaio e muore. In seguito, Peter si riabbraccia con Mary Jane e si rimettono insieme mentre Marko, ancora vivo, si riunisce con Penny, recuperata dalla polizia. L'uomo, infine, si scusa con Spider-Man per aver combattuto con lui e lo ringrazia, prima di andarsene con sua figlia. Il giorno successivo, Spider-Man, nonostante il lutto per Harry, riprende la sua eterna battaglia contro il crimine, affermando che l'unico modo per onorare e ricordare coloro che ama è non rinunciare mai a essere Spider-Man.

### PlayStation 2, PlayStation Portable e Wii
Sebbene la trama di questa versione del gioco sia molto simile a quella delle altre console (poiché entrambe seguono la trama del film), questa versione presenta meno personaggi e trame secondarie presentando solo tre storie, oltre a quella del film, riadattate, più complesse e in generale più collegate alla trama. La prima trama secondaria ruota attorno alla banda dei Dinamitardi, di cui Spider-Man deve sventare i vari piani, culminando con l'attacco al Daily Bugle e il rapimento e salvataggio di J. Jonah Jameson, dopo il quale loro e Luke Carlyle vengono sconfitti per sempre; nell'altra versione i Dinamitardi fuggono dopo che Spider-Man salva Jameson, ma continuano a sferrare piccoli attacchi alla gente di New York, presenti come eventi casuali sulla mappa.
La seconda trama secondaria riguarda sempre la trasformazione del Dr. Curt Connors in Lizard e del tentativo di Spider-Man di curarlo, scontrandosi con altre lucertole così come con Kraven, che sta anche lui cercando il dottore per ucciderlo e trasformarlo in un trofeo: in questa versione la moglie di Kraven, Calypso, non è presente, e Connors diventa una lucertola colossale dopo essersi iniettato dell'altro siero personalmente per diventare più forte e guarire da una grave ferita che Kraven gli aveva inferto.
La terza e ultima trama è incentrata su Spider-Man che si ritrova a fare un servizio fotografico per il Bugle riguardo ad un presunto "vampiro" avvistato all'Empire State University. Dopo essersi imbattuto bruscamente nella creatura e avergli scattato la foto, Spider-Man lo rincontra la notte dopo mentre svolge delle ricerche sul simbionte in laboratorio e si scontra con lui, mettendolo KO. Chiede poi l'aiuto di Connors, già guarito dalla trasformazione, che riconosce nel vampiro il famoso biochimico Michael Morbius, trasformatosi a causa di un'alterazione nel suo sangue e disperato per la sua condizione. La vicenda culminerà con la battaglia contro la moglie di Morbius, la vampira Shriek, l'unica responsabile della sua trasformazione, e i suoi seguaci. Inoltre il Simbionte e Shriek sono collegati in qualche modo perché lei attinge i suoi poteri da un meteorite alieno che l'ha portata gradualmente alla pazzia.
Le modifiche alla trama principale invece includono il fatto che il costume nero di Spider-Man si sblocca molto prima nel corso della storia; inoltre può essere messo e tolto a piacimento, ma se lo si tiene troppo a lungo pian piano consumerà la barra della salute fino a uccidere il protagonista. Difatti si faticherà sempre di più a toglierlo se lo si indossa a lungo, e prima di poterlo usare di nuovo dovrà passare almeno un minuto. Inoltre la prima battaglia con l'Uomo Sabbia è più vicina alla fine del gioco, mentre la battaglia aerea con il Nuovo Goblin e la battaglia finale contro l'Uomo Sabbia e Venom sono state leggermente cambiate in alcuni punti. È diversa anche la sorte di Eddie Brock, che invece di morire nella caduta nella battaglia finale, muore dopo non essere riuscito a controllare il simbionte, che infine lo abbandona.

## Modalità di gioco
Il gioco, come il capitolo precedente, presenta una New York completamente esplorabile in free roaming; si possono scegliere i crimini da combattere, le missioni da compiere e le mosse da utilizzare. Nel gioco Spider-Man si trova ad affrontare l'Uomo Sabbia, nuovo supercriminale comparso in città, e il suo ex migliore amico Harry Osborn che, seguendo le orme del padre, è diventato il nuovo Goblin. Infine il protagonista dovrà confrontarsi con il proprio lato oscuro, che verrà fuori con il famoso e potente costume nero.
Nella città sono visualizzate le missioni da compiere: gare da affrontare, posti da visitare e nella mappa sono evidenziate in rosso le parti della città con un alto tasso di criminalità; se ci si impegna a sconfiggere il crimine, la reputazione migliora e si è ricompensati dall'ammirazione dei cittadini; in caso contrario si è odiati dalla gente e si viene coperti di vergogna, e in più il crimine si diffonde maggiormente e il compito diventa ancora più difficile.
L'Uomo Ragno col costume nero è più veloce, reattivo e letale, potenziandogli tra l'altro i suoi sensi di ragno, e gli consente di compiere delle spettacolari serie di combo.
La versione per PlayStation 3 del gioco aggiunge un personaggio giocabile completamente diverso, ovvero il nuovo Goblin, che grazie al suo aliante, controllabile con il Sixaxis, può sfrecciare tra i palazzi a folle velocità. In più il videogioco in sé offre molti nemici oltre quelli del film, che variano a seconda della versione, tra cui: Shriek, Morbius, Kraven, Lizard, lo Scorpione, Rhino, Kingpin e Luke Carlyle.

## Doppiaggio
| Personaggio               | Doppiatore originale  | Doppiatore italiano |
| ------------------------- | --------------------- | ------------------- |
| Peter Parker/Uomo Ragno   | Tobey Maguire         | Marco Vivio         |
| Harry Osborn/Goblin       | James Franco          | Luca Sandri         |
| Eddie Brock/Venom         | Topher Grace          | Renato Novara       |
| Flint Marko/l'Uomo Sabbia | Thomas Haden Church   | Marco Balzarotti    |
| J. Jonah Jameson          | J. K. Simmons         | Raffaele Fallica    |
| Mary Jane Watson          | Kari Wahlgren         | Cinzia Massironi    |
| Curt Connors/Lizard       | Nathan Carlson        | Leonardo Gajo       |
| Joseph Robbie Robertson   | Charlie Robinson      | Marco Balbi         |
| Jean DeWolff              | Vanessa Marshall      | Elda Olivieri       |
| Betty Brant               | Rachel Kimsey         | Cinzia Massironi    |
| Mac Gargan/lo Scorpione   | Dee Bradley Baker     | Diego Sabre         |
| Luke Carlyle              | Neil Ross             | Luigi Rosa          |
| Calypso                   | ???                   | Silvana Fantini     |
| Kraven il cacciatore      | Neil Kaplan           | Raffaele Fallica    |
| Michael Morbius           | Sean Donnellan        | Silvio Pandolfi     |
| Kingpin                   | Bob Joles             | Marco Balbi         |
| Rhino                     | Michael Clarke Duncan | Leonardo Gajo       |
| Narratore                 | Bruce Campbell        | Claudio Ridolfo     |
| Mr. Chen                  | Keone Young           | Gianni Gaude        |